# هاتسو هيوكي
هاتسو هيوكي (باليابانية: 日沖発؛ مواليد 18 يوليو 1983) هو مقاتل فنون القتال المختلطة ياباني.

## وصلات خارجية
- هاتسو هيوكي على موقع يو إف سي (الإنجليزية)
- هاتسو هيوكي على موقع شيردوغ (الإنجليزية)
- هاتسو هيوكي على موقع IMDb (الإنجليزية)